# Istituto Geografico Centrale
L'Istituto Geografico Centrale è una casa editrice italiana di carte geografiche, specializzata in carte escursionistiche ed alpinistiche delle montagne del Piemonte, Valle d'Aosta e Liguria, nonché delle zone di collina e pianura confinanti, oltre a una dettagliata cartografia riguardante la città di Torino.

## Storia

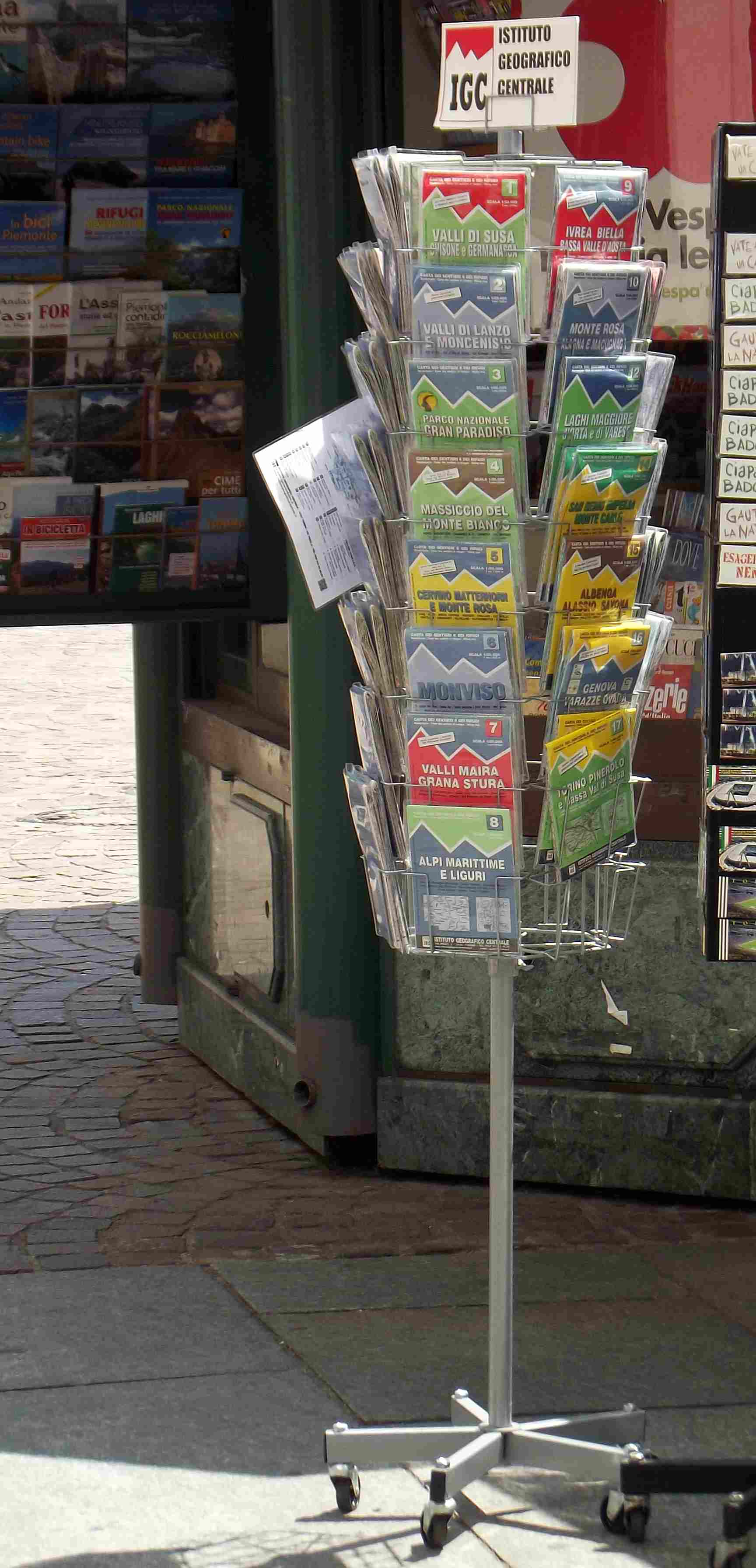
Espositore con carte IGC a Torino (piazza San Carlo).

Fu fondata da Giuseppe Candeletti nel 1952. Nacque allora, oltre a diverse edizioni di piante della città, la Guida Toponomastica di Torino in scala 1:5.000. L'anno seguente IGC pubblicò l'Atlante di Milano in scala 1:5000.
Alcuni anni dopo nacque l'editoria relativa alla montagna. Dopo la carta del parco nazionale del Gran Paradiso furono pubblicate le altre carte in scala 1:50.000 che coprono l'arco alpino dalla Lombardia occidentale fino alla Liguria. Seguirono nella serie altre carte più dettagliate in scala 1:25.000 destinate agli scalatori e agli alpinisti che, oltre ai sentieri e le vie di ascensione, evidenziano anche gli itinerari di sci-alpinismo.
All'Istituto geografico Centrale viene riconosciuto il ruolo che per molti decenni ha avuto come supporto all'escursionismo.
Le carte IGC in scala 1:50.000 erano ancora considerate nel 2012 molto diffuse nonché le uniche che coprissero l'intero Piemonte.

## Le guide IGC

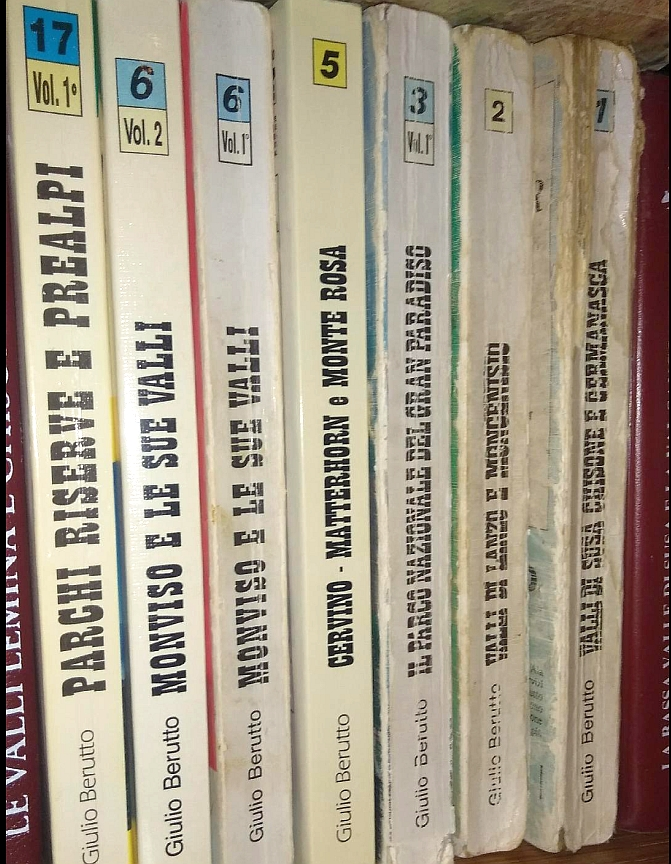
Alcune delle Guide IGC

A fianco della produzione cartografica l'IGC ha pubblicato una serie di guide a firma di Giulio Berutto, uno degli autori dei volumi CAI della Guida dei Monti d'Italia. Tali guide coprono, in uno o due volumi, il territorio di una tavola in scala 1:50.000 con una scelta piuttosto ampia di itinerari escursionistici, sci-alpinistici e di mountain bike.
Nonostante il fatto che la scomparsa dell'autore, avvenuta nel 2004, abbia interrotto la pubblicazione della serie, alcune delle sue guide hanno continuato per anni ad essere considerate come riferimento da escursionisti e gestori di rifugi.

## La libreria IGC
La libreria dell'IGC, nata nel 1952, tratta la cartografia tecnica e scientifica come le carte geologiche, nautiche ed aeronautiche, amministrative nonché le carte degli istituti geografici militari e nazionali di tutti i paesi europei e, dove reperibili, anche extra europei.